# Indie Portugalskie

Propozycja flagi przedstawiona w 1965 roku przez Almeidę Langhansa.

Indie Portugalskie (port. Índia Portuguesa, oficjalnie: Estado Português da Índia, Portugalskie Państwo Indii) – nazwa byłej kolonii portugalskiej na zachodnim wybrzeżu Indii, w skład której wchodziły trzy terytoria: Diu, Daman i Goa. W skład terytorium Daman wchodził również obszar zwany Dadra i Nagarhaweli.

## Historia

### Portugalskie panowanie w Indiach
Portugalczycy dotarli do Indii wraz z wyprawą Vasco da Gamy w roku 1498. Początkowo próbowano prowadzić handel z Kozhikode, jednak szybko stosunki pomiędzy oboma stronami popsuły się i Portugalczycy musieli zdobywać towary siłą. Skłoniło to Portugalczyków do rozpoczęcia ekspansji w Indiach. W 1505 roku Francisco de Almeida został mianowany wicekrólem Indii i podjął wyprawę mającą na celu założenie faktorii handlowej w Koczinie. Wywołało to konflikt z dążącymi do monopolizacji handlu z Indiami Arabami. W 1508 roku egipska wyprawa rozbiła Portugalczyków.
W roku 1510 Afonso de Albuquerque stanął na czele nowej wyprawy do Indii, w wyniku której Portugalczycy zniszczyli Sułtanat Bidżapuru i utworzyli trwałą faktorię handlową w Goa. W następnych latach Portugalczycy zdobyli w sposób zbrojny lub pokojowy nowe terytoria kosztem sułtana Gudźaratu: Daman (1531), Salsette, Bombaj i Baçaim (1534), oraz Diu (1535).
W roku 1661 Bombaj został przekazany Brytyjczykom. W 1739 Imperium Marathów podbiło większość portugalskich posiadłości w północnych Indiach. W 1779 roku do Indii Portugalskich włączono ostatni nabytek terytorialny – Dadra i Nagarhaweli.

### Powrót do Indii
24 lipca 1954 roku hinduska organizacja paramilitarna Azad Gomantak Dal zajęła Dadrę, a 2 sierpnia Nagarhaweli. W Goa doszło do manifestacji zwolenników zjednoczenia z Indiami. Manifestacja została brutalnie stłumiona przez władze kolonialne. W odpowiedzi na to Indie rozpoczęły blokadę lądową Indii Portugalskich. Dadra i Nagarhaweli stała się de facto samorządną enklawą na terytorium Indii.
18 grudnia 1961 roku armia indyjska niespodziewanie przeprowadziła inwazję na terytoria portugalskie. Mimo zaciekłego oporu, dziesięciokrotnie mniej liczne siły portugalskie zostały pokonane w ciągu kilku godzin. W starciu z indyjskimi okrętami zatopiono portugalską fregatę „Afonso de Albuquerque”. Następnego dnia, 19 grudnia, rząd indyjski ogłosił oficjalnie przyłączenie Indii Portugalskich do Indii.

## Obecna sytuacja
Po zajęciu przez Indie dawne Indie Portugalskie stały się terytoriami związkowymi: Goa, Daman i Diu oraz Dadra i Nagarhaweli. Rząd portugalski odmawiał uznania indyjskiej władzy na tych terytoriach i wciąż posiadały one swoją oficjalną reprezentację w portugalskim parlamencie. Również ONZ nie uznało indyjskiej władzy nad tym terytorium, traktując indyjskie działania z 1961 roku jako agresję na suwerenny kraj.
Po rewolucji goździków w roku 1974 Portugalia nawiązała stosunki z Indiami i uznała terytorium Goa, Daman i Diu za część Indii, jednak jego mieszkańcy wciąż utrzymywali portugalskie obywatelstwo.
W 1987 roku obszar Goa, Daman i Diu zostało podzielony na stan Goa oraz terytorium związkowe Daman i Diu.
Od roku 2006 zgodnie z uchwałą portugalskiego parlamentu, obywatelstwo portugalskie przysługuje już jedynie tym osobom, które urodziły się za czasów panowania portugalskiego.

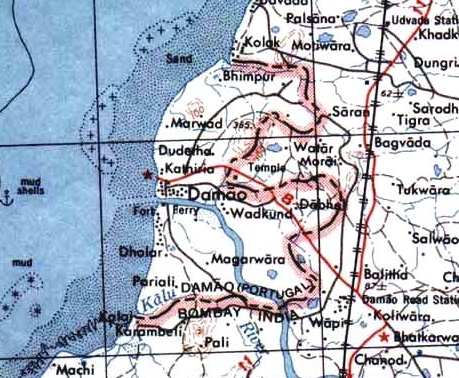
Daman na mapie z 1956
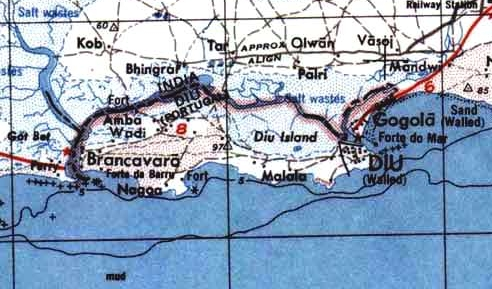
Diu na mapie z 1956
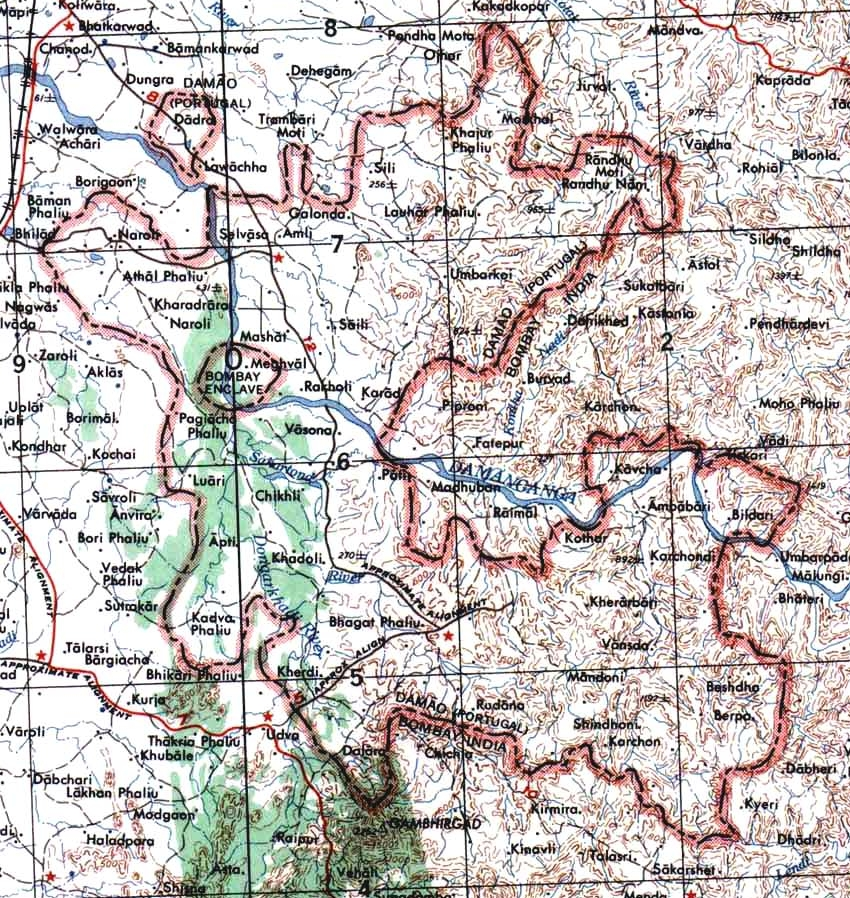
Dadra i Nagarhaweli na mapie z 1956